# Leucetta grisea
Leucetta grisea är en svampdjursart som först beskrevs av Arthur Dendy och Frederick 1924.  Leucetta grisea ingår i släktet Leucetta och familjen Leucettidae. Inga underarter finns listade i Catalogue of Life.